# María Kóllia-Tsarouchá
María Kóllia-Tsarouchá (en grec Μαρία Κόλλια-Τσαρουχά), née le 21 février 1958 à Serrès en Grèce, est une femme politique grecque. 
Elle est vice-ministre pour la Macédoine et la Thrace de 2015 à 2018, après l'avoir été comme secrétaire d'État de janvier à août 2015.

## Biographie

### Formation
María Kóllia-Tsarouchá est née le 21 février 1948 à Serrès. Elle est diplômée de la faculté de droit de l'Université Aristote de Thessalonique.

### Avec la Nouvelle Démocratie
Elle est élue députée au Parlement hellénique sur les listes de la Nouvelle Démocratie aux élections législatives grecques de 2000, 2004, 2007 et 2009.
En 2004, elle devient membre du comité central de la Nouvelle Démocratie, chargée des questions éducatives. En 2009, elle est chargée de la cohésion sociale et de la solidarité.
Au Parlement, elle est élue présidente de la commission permanente des affaires culturelles pour la XIIe législature en 2007.
Pendant la XIIIe législature, elle est vice-présidente de la commission permanente spécialisée de la parité, de la jeunesse et des droits de l'homme, membre de la commission permanente de la défense nationale et des affaires étrangères et de la commission d'enquête sur l'affaire Siemens.

### Avec les Grecs indépendants
En février 2012, elle vote contre le deuxième mémorandum sur le programme de prêts conclu par le gouvernement avec la troïka des prêteurs internationaux. Elle est exclue du groupe parlementaire de la Nouvelle Démocratie le jour même avec vingt autres dissidents. Elle rejoint le 3 avril 2012 le groupe parlementaire des Grecs indépendants, nouvellement créé par Pános Kamménos avec d'autres députés exclus de Nouvelle Démocratie.
Aux élections législatives grecques de mai 2012, elle est élue députée au Parlement hellénique sur la liste des Grecs indépendants dans la circonscription de Serrès. Elle est élue sixième vice-présidente du Parlement pour l'éphémère XIVe législature le 18 mai avec 185 votes « pour » et 96 votes blancs. Elle est réélue députée aux élections législatives de juin 2012, et à nouveau élue sixième vice-présidente du Parlement pour la XVe législature le 29 juin, avec 225 votes « pour », 56 votes blancs et 3 votes nuls.
Lors de l'élection présidentielle de 2014, elle choisit de ne pas voter pour le candidat du gouvernement, comme les autres membres de son parti.
Aux élections législatives de janvier 2015, elle est réélue députée de la circonscription de Serrès sur la liste des Grecs indépendants.
Le 26 janvier 2015, elle est nommée secrétaire d'État à la Macédoine et la Thrace dans le gouvernement d'Aléxis Tsípras.